# Ney Leprevost
Ney Leprevost Neto (Curitiba, 26 de octubre de 1973) es un periodista y político brasileño afiliado al Partido Socialdemócrata (PSD).

## Primeros años
Es hijo del profesor Jussara y del abogado Luiz Antonio Leprevost así como nieto de Ney Leprevost, quien fuera diputado estadual y fiscal general del estado de Paraná. Está casado con Carina Zanier.
A los 13 años, Ney comenzó su carrera profesional como comentarista deportivo, por invitación del periodista Carneiro Neto, trabajando en Rádio Globo y Rádio Difusora. Ney comenzó a estudiar derecho, pero terminó graduándose en administración de empresas.

## Carrera
Inició su vida pública al ser electo concejal por el Partido Progresista (PP) en 1996, a la edad de 22 años, siendo en ese momento el concejal más joven electo para el Ayuntamiento de Curitiba. En 1999, durante su mandato como concejal, fue invitado por el gobernador Jaime Lerner a asumir la Secretaría de Deporte y Turismo de Paraná, convirtiéndose así en el Secretario de Estado más joven de Brasil, con 25 años. Permaneció en la secretaría hasta el año 2000, cuando volvió al Concejo Municipal para buscar la reelección. Fue reelegido en 2000 y en 2004, esta elección salió como el candidato más votado en Curitiba y Paraná.
En 2006, se postuló para un escaño en la Asamblea Legislativa de Paraná y fue elegido con 53.471 votos. Como diputado, presidió la Comisión de Salud de ALEP. Fue reelegido en 2010, siendo el más votado en la capital y en 2014.
Trabajó para la fundación del Partido Socialdemócrata (PSD), partido que se registró en 2011. Presidió el Directorio Municipal en Curitiba y fue Secretario del Directorio Estatal en Paraná.
En 2016, fue candidato al ejecutivo de Curitiba por la coalición Corrente do Bem, formada por el PSD, PSC, PEN, PSL, PTC, PCdoB y PPL, con el Dr. João Guilherme de Moraes (PSC) como compañero de fórmula. En la primera vuelta obtuvo más de 219.000 votos (23,66% de los votos válidos), sólo detrás del candidato Rafael Greca (PMN) y por delante del alcalde Gustavo Fruet (PDT), que buscaba la reelección. Con ese resultado, llevó la disputa a octavos ante el Greca. En la segunda vuelta, Greca resultó elegida alcaldesa con más de 461,000 votos, mientras que Leprevost obtuvo alrededor de 405,000 votos.
En 2018 fue elegido Diputado Federal por el Estado de Paraná con 92.399 votos. Fue confirmado Secretario de Justicia, Familia y Trabajo de Paraná, en el gobierno de Ratinho Junior, asumiendo el cargo en febrero de 2019, con licencia en la Cámara de Diputados. Dejó la Secretaría en junio de 2020 para postularse a la alcaldía de Curitiba.